# Zemitrella laevirostris
Zemitrella laevirostris är en snäckart som beskrevs av Powell 1940. Zemitrella laevirostris ingår i släktet Zemitrella och familjen Columbellidae. Inga underarter finns listade i Catalogue of Life.